# 周仔肩
周仔肩，字本道，元朝台州临海人。
其父周敬孙，南宋的太学生。金华人王柏以朱熹之学说主教台州上蔡书院，周敬孙与台州同乡杨珏、陈天瑞、车若水、黄超然、朱致中、薛松年以他为师，学习性理之学。周敬孙曾经写《易象占》、《尚书补遗》、《春秋类例》。周仔肩以《春秋经》登延祐五年（1318年）进士第，官至奉议大夫、惠州路总管府判官。他和其兄周仁荣都以文学知名于世。